# Ulugh Beigh (cráter)

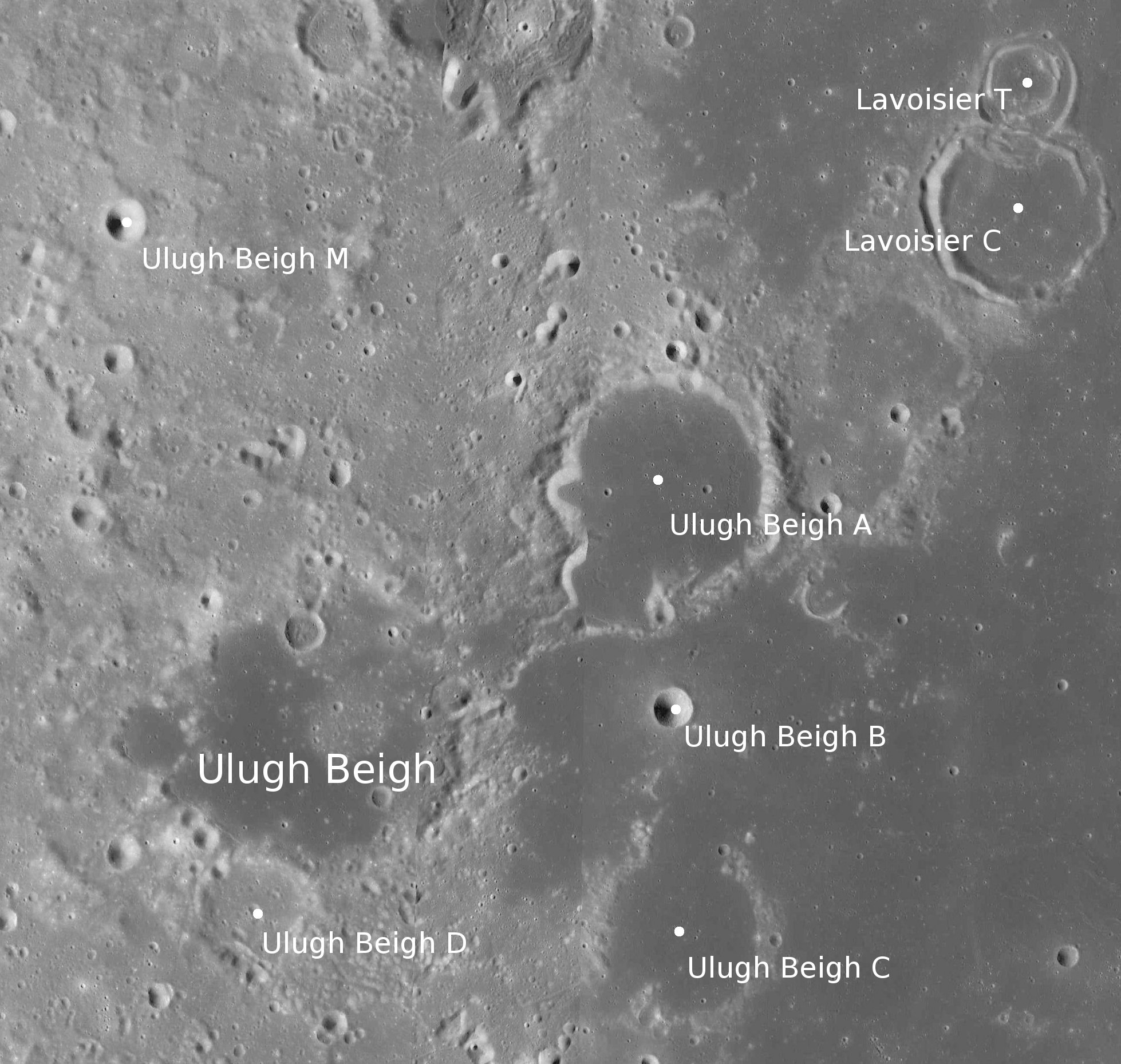
Entorno de Ulugh Beigh

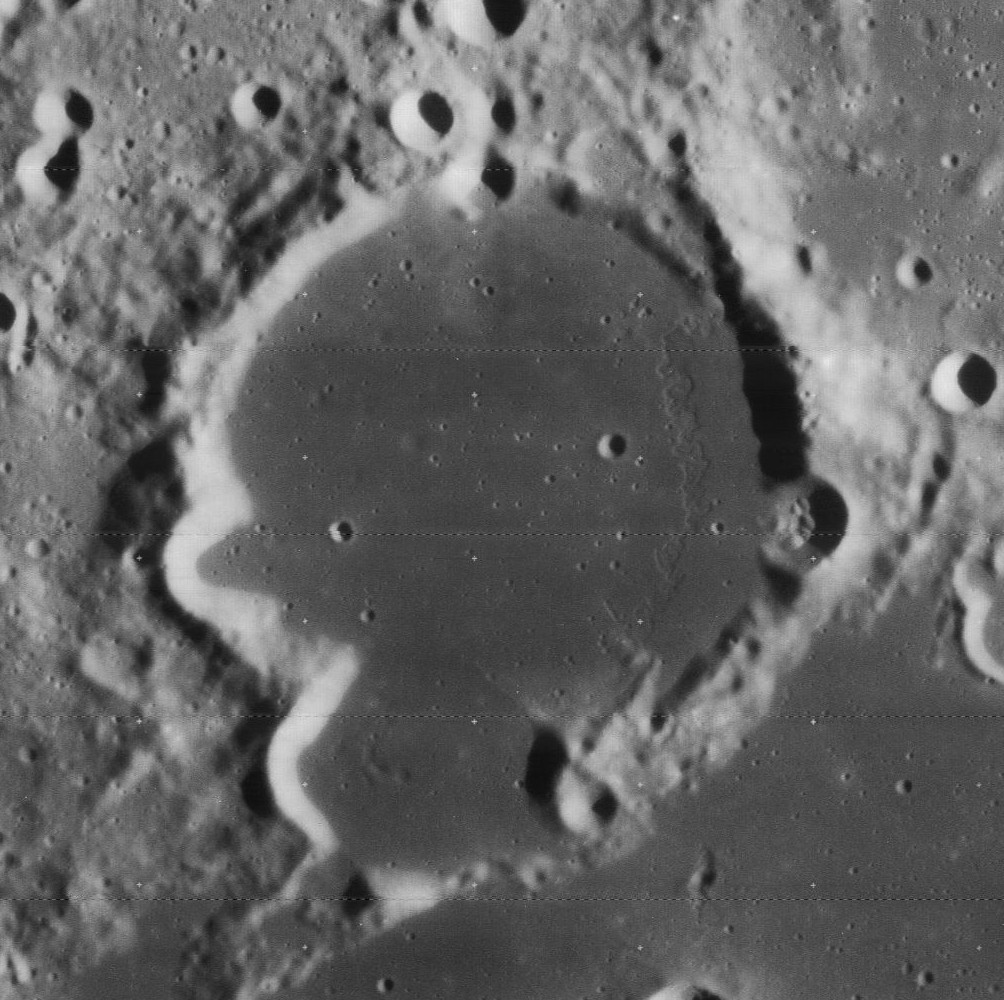
Cráter satélite Ulugh Beigh A

Ulugh Beigh es el remanente de un cráter de impacto lunar que se encuentra justo al oeste del Oceanus Procellarum, cerca del terminador noroccidental. Visto desde la Tierra aparece alargado por el escorzo. Más al oeste se halla el cráter más pequeño Aston, y al norte aparece Lavoisier. Ambos cráteres son aproximadamente equidistantes de Ulugh Beigh, aunque Aston aparece mucho más cerca debido al ángulo de visión oblicuo.
|  |

El borde de este cráter ha sido casi completamente desgastado por sucesivos impactos, dejando un perímetro desintegrado e interrumpido. Ulugh Beigh D atraviesa la parte sur del suelo del cráter principal. Un cráter más pequeño en el borde occidental comparte la plataforma con Ulugh Beigh, cuyo suelo interior ha sido reconstituido por la lava, dejando una superficie oscura con el mismo albedo que la mare vecina. La parte norte del cráter tiene un albedo más alto que esta superficie oscura, igualando la apariencia del terreno al oeste del mar lunar.
Ulugh Beigh A, inundado de lava, está situado al noreste del cráter principal, al borde del Oceanus Procellarum. Esta es una formación combinada con un cráter más pequeño que se extiende a través del borde suroeste, compartiendo ambos un suelo oscuro común.
Esta formación debe su nombre al rey y científico Mīrzā Muhammad bin Shāhrukh, popularmente conocido como Uluğ Bey (en idioma chagatai: gran rey).

## Cráteres satélite
Por convención estos elementos son identificados en los mapas lunares poniendo la letra en el lado del punto medio del cráter que está más cerca de Ulugh Beigh.
|             | \| Ulugh Beigh \| Coordenadas \| Diámetro \| \| ----------- \| ----------------------------- \| -------- \| \| A \| 34°06′N 79°18′O / 34.1, -79.3 \| 41 km \| \| B \| 32°48′N 79°18′O / 32.8, -79.3 \| 8 km \| \| C \| 31°24′N 79°06′O / 31.4, -79.1 \| 31 km \| \| D \| 31°36′N 82°24′O / 31.6, -82.4 \| 21 km \| \| M \| 35°42′N 83°24′O / 35.7, -83.4 \| 7 km \| |          |
| Ulugh Beigh | Coordenadas | Diámetro |
| A           | 34°06′N 79°18′O / 34.1, -79.3 | 41 km    |
| B           | 32°48′N 79°18′O / 32.8, -79.3 | 8 km     |
| C           | 31°24′N 79°06′O / 31.4, -79.1 | 31 km    |
| D           | 31°36′N 82°24′O / 31.6, -82.4 | 21 km    |
| M           | 35°42′N 83°24′O / 35.7, -83.4 | 7 km     |